# Banco de La Serena
El Banco de La Serena fue una institución bancaria chilena con sede en la ciudad homónima, existente entre 1890 y 1906.

## Historia
El banco fue fundado el 15 de septiembre de 1890, siendo aprobados sus estatutos por el gobierno chileno el 16 de octubre del mismo año, autorizándose su inicio de operaciones el 3 de noviembre. Contó con un capital inicial de 1 millón de pesos y un fondo de reserva de 100 000 pesos, mientras que el directorio provisional del banco al momento de su constitución estaba conformado por Ruperto Varela (presidente), Antonio Alfonso Cavada (vicepresidente), Leoncio Arce (secretario), y Manuel Ríos Egaña, Benjamín Vicuña Solar y Aniceto Mery (consejeros).
Algunos de los integrantes del banco fueron:
- Isidoro Gálvez (quien también se desempeñó como consejero de la institución).[4]
- Miguel Piñera Aguirre (uno de los miembros fundadores, tío de Bernardino y José Piñera Carvallo).[5]
- Carlos Vicuña Zorrilla (quien fue director del banco y posteriormente elegido diputado por la zona).[6]
- David Aguirre Rodríguez (abogado y político, alcalde y diputado).
- Julio Alemany (abogado, juez y diputado).
- Antonio Alfonso Cavada (intendente provincial, diputado, regidor y alcalde en distintas ocasiones).
- José Ravest y Bonilla (abogado y alcalde de Coquimbo).
- José Antonio Valdés Munizaga (alcalde de La Serena entre 1870 y 1873, y senador entre 1882 y 1891).
- Benjamín Vicuña Solar (quien también se desempeñó como alcalde de La Serena en 1881).
- Ricardo Espinosa (administrador de la sucesión de Pedro Pablo Muñoz).
- Empresarios como Ricardo Abbott y Clemente Toro, quienes participaron a través de sus empresas.

Hacia 1896 su director gerente era Leoncio Arce, y el banco poseía sucursales en La Serena y Coquimbo, estando su casa matriz en un edificio en la vereda norte de calle Cordovez, entre las calles O'Higgins y de La Merced —actual avenida José Manuel Balmaceda—. La institución llegó a emitir sus propios billetes, al igual que otras instituciones de la época, los cuales fueron impresos en febrero de 1891 por la American Bank Note Company, si bien la orden de impresión fue cancelada en mayo del mismo año y se desconoce si los billetes ya fabricados alcanzaron a llegar a las oficinas del banco. El diseño de los billetes de 10 pesos incluía imágenes alusivas a las actividades productivas de la provincia de Coquimbo, entre ellas la minería, la agricultura y la producción de pisco.
En 1895 el capital del banco había aumentado a 500 000 pesos, y hacia ese mismo año el banco presentaba sucursales en La Serena y Coquimbo. Hacia 1898, el Estado había emitido 250 000 pesos al banco. El 6 de julio de 1906 el banco fue disuelto y liquidado mediante un decreto del Ministerio de Hacienda.